# Logie Awards
O Logie Awards é uma premiação televisiva que celebra o melhor da televisão australiana. O Logie Awards acontece anualmente desde 1959. O nome é uma homenageia a John Logie Baird, que inventou a televisão como um meio prático. Os prêmios são concedidos em muitas categorias, mas o mais amplamente divulgado é o Logie de Ouro, concedido à personalidade mais popular na TV australiana.

## História
Os primeiros prêmios, conhecidos como TV Week Awards, foram apresentados em 15 de janeiro de 1959, pela revista TV Week dois anos após a introdução da televisão na Austrália. Os prêmios eram entregues em oito categorias, somente a personalidades da televisão de Melbourne, incluindo duas categorias para programas americanos. No ano seguinte, Graham Kennedy criou os 'Logie Awards'. No mesmo ano, o primeiro Logie de Ouro, considerado por alguns como sendo equivalente ao prêmio "Estrela do Ano", entregue em 1959, foi apresentado. A estatueta Logie foi projetado por Alec De Lacy.